# کانن ئی‌اواس آی‌ایکس

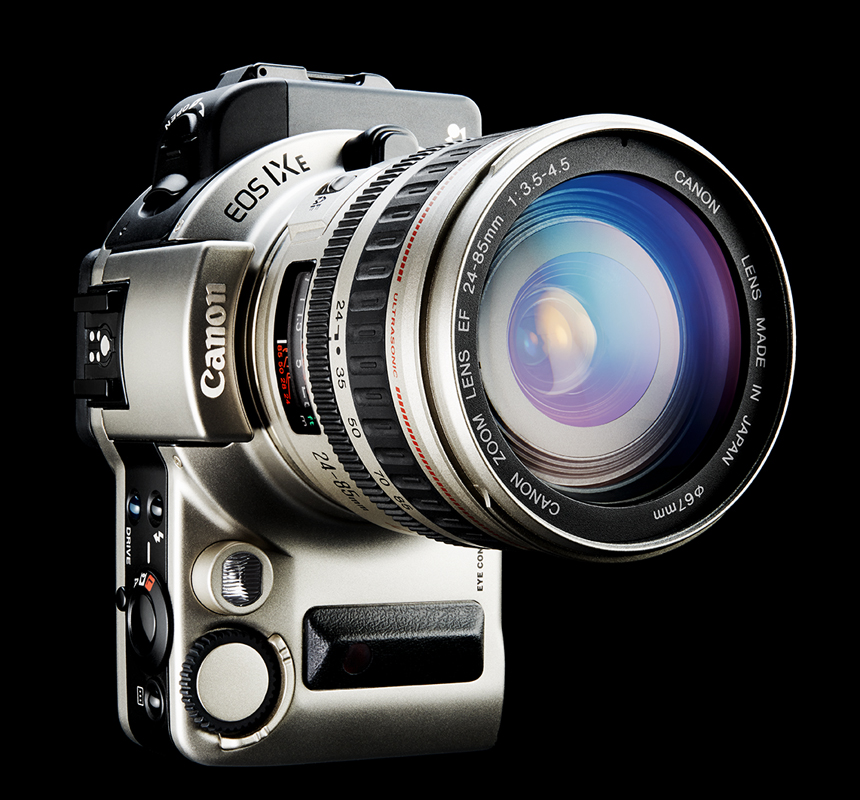
کانن ئی‌اواس آی‌ایکس

کانن ئی‌اواس آی‌ایکس (به انگلیسی: Canon EOS IX) یک دوربین عکاسی تک‌لنزی بازتابی ساخت شرکت کانن است.